# Polski Fiat
Polski Fiat era un marchio del gruppo polacco FSO (Fabryka Samochodow Osobowych / industrie automobili private) che fu il primo e principale costruttore di autovetture e veicoli commerciali in Polonia, la cui fondazione risale al 1932. 

Il marchio

## La storia
All'inizio degli anni trenta, le forze armate polacche vollero sviluppare una nuova collaborazione con gli industriali per la motorizzazione delle proprie truppe. Ciò impose la ricerca di costruttori stranieri che fossero disposti a cedere la loro tecnologia.
Finora, lo sviluppo dei veicoli delle forze armate era il monopolio della Panstwowe Zakłady Inżynierii - PZinż (fabbrica e ufficio ingegneristico nazionale) del Ministero della Difesa. Dopo studi, negoziati e prove su tutti i prodotti selezionati, fu scelto il gruppo italiano Fiat.
Il modello base che doveva essere fabbricato in Polonia era la Fiat 508 Balilla, berlina affidabile e robusta, con motore a 4 cilindri da 995 cm3 sviluppante 24 CV. La fabbrica fu attrezzata con le dovute linee speciali della Fiat Auto e la fabbricazione della Polski Fiat 508 iniziò nel 1934. Nello stesso momento, presso la fabbrica Fabryka Samochodów Osobowych i Półciężarowych di Varsavia (precedentemente nota come Centralne Warsztaty Samochodowenel o CWS e nel secondo dopoguerra conosciuta internazionalmente più semplicemente come FSO), iniziò la costruzione del camion Fiat 621 da 2,5 t.
Visto il successo riscontrato, poco tempo dopo debuttò la fabbricazione della Fiat 518 Ardita, con un motore 1900 cm³ erogante 45 HP.
Nello stesso tempo, un certo numero di nuovi modelli come la Fiat 1500 furono assemblate presso lo stabilimento polacco con pezzi direttamente importati dall'Italia.
Più tardi iniziò la fabbricazione delle Fiat 1100 e Fiat 500 Topolino in una nuovissima fabbrica costruita dalla Fiat per la filiale polacca: Fiat Central Service di Varsavia, in via Sapiezynska.
Tutte le automobili fabbricate dalla Fiat PZinz portavano il marchio Polski Fiat.
La Polski Fiat 508 fu la prima auto polacca ad essere costruita in migliaia di esemplari su una catena di montaggio meccanizzata in Polonia. La produzione superava le 2000 unità annue. La versione base veniva assemblate con molti pezzi provenienti da Torino.
Altre varianti furono disponibili presso carrozzerie locali.
La richiesta aumentava passando dalle 1.500 nel 1934 alle 14.000 nel 1938, fu anche immaginata  una produzione di 30.000 unità per il 1940. Le versioni militari di modelli civili furono naturalmente fabbricate sulle stesse basi: Fiat 508, 518 e 621.
Dopo anni di crisi a di attesa, il popolo polacco poteva finalmente godere la possibilità di usare una propria automobile ma non erano stati fatti i conti con la seconda guerra mondiale e l'invasione della Polonia dai tedeschi che mise fine allo sviluppo dell'industria automobilistica polacca.
La produzione presso le fabbriche della Polski Fiat si fermò brutalmente. Si considera che sono globalmente 10.000 le automobili prodotte prima della guerra. Molte di queste furono requisite dalle truppe tedesche, ma molti privati riuscirono a nascondere le proprie auto prima dell'invasione. Negli anni sessanta non era raro vedere queste vecchie Fiat sulle strade polacche.

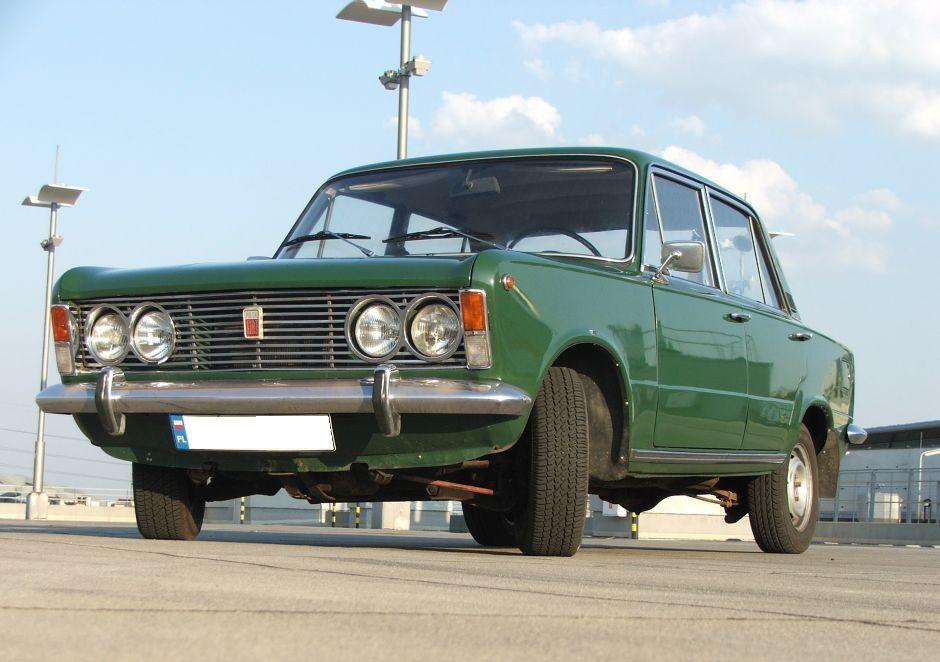
La Polski Fiat 125p

Quest'avventura in terra polacca permise alla Fiat nel 1965, quando il Governo polacco dovette scegliere l'auto porta bandiera nazionale per assicurare la motorizzazione di massa del paese, di vedere la Fiat 125 vincere la gara. Così la Fiat ristrutturò l'antica fabbrica di Varsavia FSO per fabbricare la variante polacca della 125, la Polski Fiat 125p, derivata e simile alla Fiat 125 italiana, la cui produzione stava per finire in Italia poco tempo dopo, sostituita dalla Fiat 132.
Modificata per le condizioni locali, clima e condizioni della strade, la Polski Fiat 125p, verrà costruita in molte varianti: berlina, familiare, pick-up, e anche ambulanza.
Dal 1980, secondo gli accordi e alla richiesta di Fiat Auto Italia, lo stemma Polski Fiat sparisce e ritorna il marchio FSO sulla griglia delle 125p.
La fabbricazione del modello continuò fino al 1991 con 1.444.791 esemplari prodotti.

## Le produzioni Polski Fiat - FSO

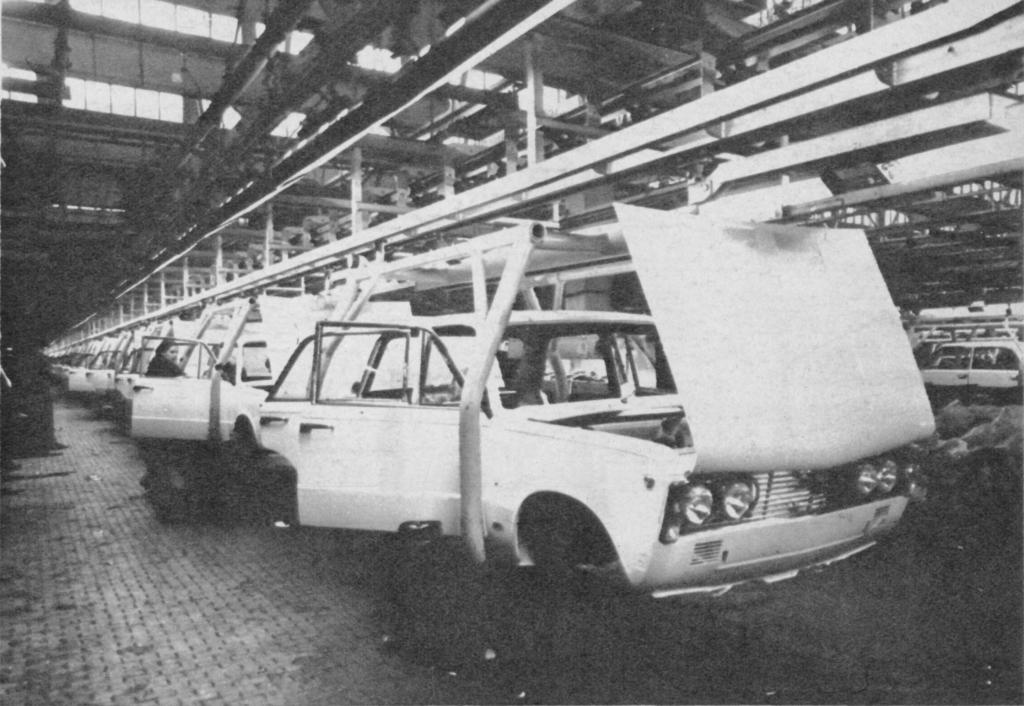
La catena di montaggio della Polski Fiat 125p nel 1974

Fabbricazione su licenza Fiat dei seguenti modelli con marchio Polski Fiat:
anni 1930 - 1939
- Fiat 508 Balilla
- Fiat 621 camioncino
- Fiat 518 Ardita
- Fiat 1500
- Fiat 1100
- Fiat 500 Topolino

anni 1967 - 1991
- Polski Fiat 125p
- Polski Fiat 127P
- Polski Fiat 132P

## FSM - Fiat Poland
Quando la Fiat firmò un nuovo accordo di collaborazione col governo polacco nel 1970, fu scelto per la produzione il modello 126 e fu anche deciso di creare una nuova società chiamata FSM, in cui la Fiat stessa avesse una quota minoritaria.

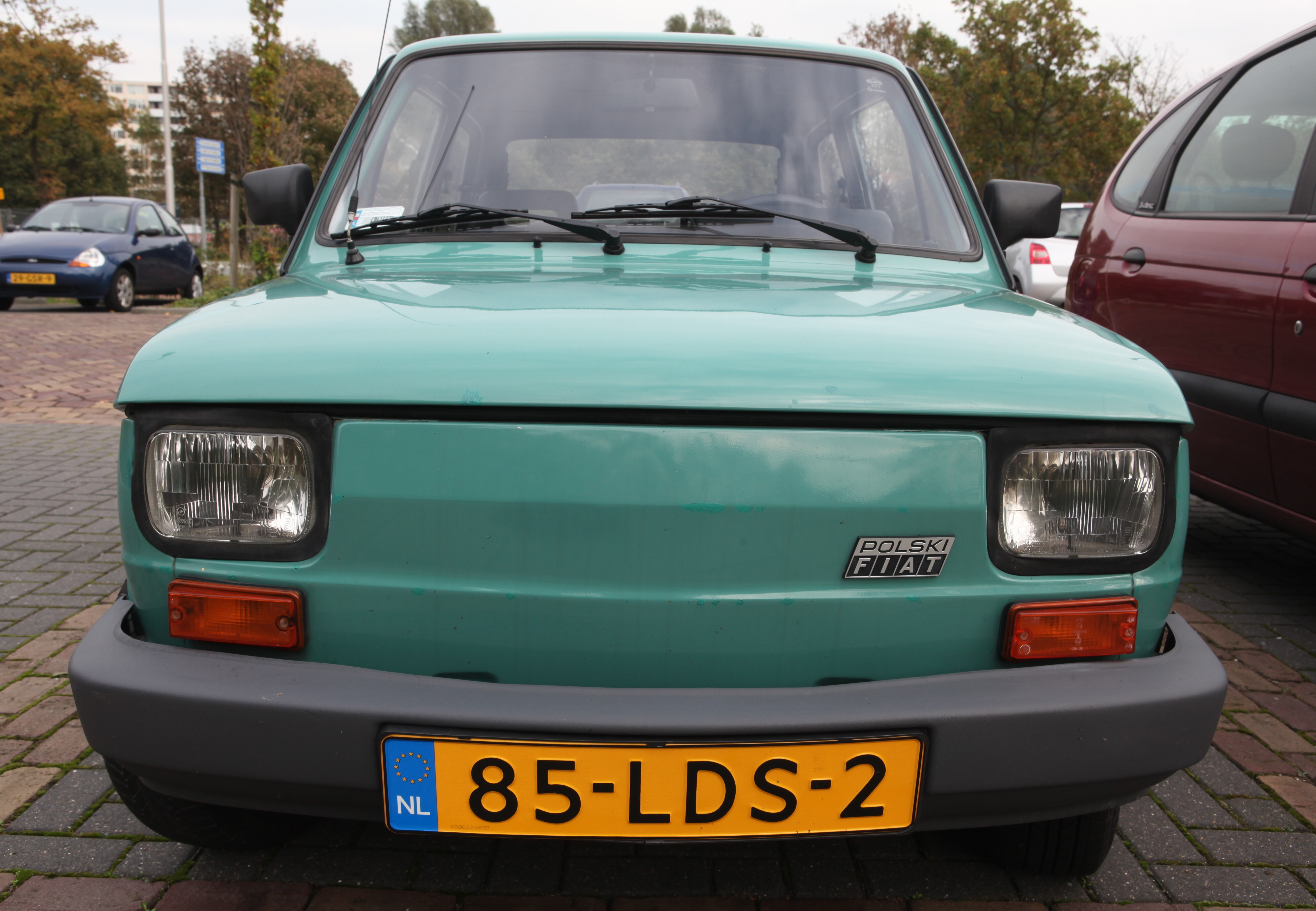
Polski-Fiat 126p

Nelle fabbriche della FSM, diventata Fiat Auto Poland con la privatizzazione completa avvenuta nel 1992, sono state prodotte numerose vetture Fiat di piccole dimensioni: dalla citata 126 alla Cinquecento degli anni novanta, alla sua derivata Seicento.

Dal 2003 al 2012 Fiat Poland ha fabbricato la seconda generazione della Panda e dal 2007 la nuova 500. L'anno successivo (2008), in base all'accordo tra Fiat e Ford per lo sviluppo della seconda generazione della Ford Ka, nell'impianto di Tychy è stata costruita la nuova piccola Ford, derivata dalla piattaforma della nuova 500.